# Juan Bautista de Toledo
Juan Bautista de Toledo (Madrid ou Toledo, c. 1515 — Madrid, maio de 1567) foi um arquiteto espanhol que se notabilizou por ter sido o primeiro arquiteto do Mosteiro do Escorial, mandado construir  nos arredores de Madrid pelo rei Filipe II.